# モンテディノーヴェ
モンテディノーヴェ（伊: Montedinove）は、イタリア共和国マルケ州アスコリ・ピチェーノ県にある、人口約500人の基礎自治体（コムーネ）。

## 地理

### 位置・広がり
アスコリ・ピチェーノ県のコムーネ。県都アスコリ・ピチェーノから北へ13kmの距離にある。

#### 隣接コムーネ
隣接するコムーネは以下の通り。括弧内のFMはフェルモ県所属を示す。
- カスティニャーノ
- モンタルト・デッレ・マルケ
- モンテルパロ (FM)
- ロテッラ

### 気候分類・地震分類
モンテディノーヴェにおけるイタリアの気候分類 (it) および度日は、zona E, 2296 GGである。
また、イタリアの地震リスク階級 (it) では、zona 2 (sismicità media) に分類される。

## 行政

### 分離集落
モンテディノーヴェには、以下の分離集落（フラツィオーネ）がある。
- Croce Rossa, Lago, San Tommaso, Trippanera